# ACTUV
ACTUV (acronimo di Anti-Submarine Warfare (ASW) Continuous Trail Unmanned Vessel) è un veicolo marino senza equipaggio sviluppato dall'agenzia DARPA per la marina statunitense con lo scopo di pattugliare i mari e individuare e affrontare sottomarini diesel-elettrici. Il progetto è partito nel 2010 e si è concretizzato con la dimostrazione del primo esemplare nel 2016 .

## Obbiettivi
Il progetto consiste nel creare un veicolo con caratteristiche migliori rispetto a un sottomarino tradizionale; evitando l'equipaggio e tutti gli ambienti necessari a mantenerlo in vita, il veicolo può concentrarsi nell'incrementare l'autonomia con batterie maggiori, raggiungere maggiori profondità, avere una superficie esterna particolarmente idrodinamica perché lo scafo sarebbe privo di periscopi, torrette e altre strutture tipiche.

## Caratteristiche
Lungo circa 40 metri, e del peso di 140 tonnellate
È soggetto a pochissimo controllo e supervisione umana.